# Roda (Schiff, 1928)
Das Kombischiff Roda der Hamburg-Amerikanischen Packetfahrt-Actien-Gesellschaft (Hapag) war unter ihrem ursprünglichen Namen Los Angeles am 5. Mai 1928 zu ihrer Jungfernfahrt zur nordamerikanischen Pazifikküste gestartet.  Ab 1935 wurde das Motorschiff vorrangig im Dienst nach Chile eingesetzt und wurde in Roda umbenannt.
1940 wurde das Schiff im Rahmen des Unternehmens „Weserübung“ als Teil der sogenannten „Ausfuhrstaffel“ eingesetzt. Die sieben hier eingesetzten Transporter  sollten den Erstlandungstruppen möglichst umgehend schweres Gerät und Vorräte nachführen.

Am Tag des Angriffs auf Norwegen wurde die Roda am 9. April 1940 vor Stavanger durch den norwegischen Zerstörer Æger versenkt.

## Geschichte des Schiffes
Um ihre Position im Dienst zur Pazifikküste der USA auszubauen, bestellte die Hapag bei der ihr nahestehenden Deutschen Werft in Hamburg-Finkenwerder zwei Kombischiffe mit Dieselantrieb für bis zu 48 Fahrgäste in zwei Klassen, 9000 t Tragfähigkeit und einer Dienstgeschwindigkeit von 13 Knoten.  Bei der Planung waren Helgoland und Westerland als Namen vorgesehen, tatsächlich kamen sie aber als San Francisco und Los Angeles zu Wasser. Noch während des Baus erteilte die Hapag weitere Aufträge für zwei etwas größere Schiffe an die Deutsche Werft (Seattle) und den Bremer Vulkan (Portland). Zum Abschluss der Serie lieferte die Deutsche Werft mit der wieder etwas kleineren Oakland noch ein fünftes Schiff.
Die Los Angeles unterschied sich kaum von ihrem Schwesterschiff. Sie war 131,8 m lang und 18,0 m breit.  Vermessen war das Schiff mit 6780 BRT bei einer Tragfähigkeit von 9000 tdw.  Der Antrieb erfolgte über einen Dieselmotor von 3750 PSe, der ihr eine Dienstgeschwindigkeit von 13,5 Knoten ermöglichte.

### Einsatz für die Hapag

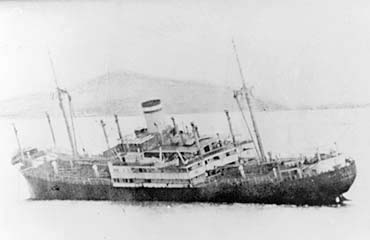
Die sinkende Roda

Das Schwesterschiff San Francisco eröffnete den gemischten Passagier- und Fracht-Dienst am 10. März 1928 und die Los Angeles folgte  am 5. Mai zu ihrer Jungfernfahrt zur nordamerikanischen Pazifikküste. Bis Juli 1928 waren die vier ersten Schiffe im Einsatz. Zur Verstärkung und Sicherstellung der dreiwöchentlichen Abfahren mussten allerdings auch andere Schiffe herangezogen werden. So wurden die Motorschiffe Ramses (7983 BRT, 13 kn, bis 33 Fahrgäste, DDG Kosmos), Duisburg dann umbenannt Heidelberg (7389 BRT, 13,5 kn, bis 37 Fahrgäste, DADG), Münsterland (6408 BRT, 12 kn, bis 18 Fahrgäste, Ostasiendienst Hapag) und das ehemalige Stinnesschiff Emil Kirdorf (5695 BRT, 12 kn, bis 74 Fahrgäste) auf der Route eingesetzt. Auch die Frachter Sachsen und Hessen kehrten für zwei Jahre auf die USA-Westküstenroute zurück.
Einen ernsthaften Angriff auf die Position der Hapag in diesem Fahrtgebiet hat es nicht gegeben, zumal die Hapag ihre Flotte 1930 durch die 8300 BRT großen, 14,5 kn schnellen Turbinenschiffe Tacoma und Vancouver weiter verstärkte. Die politische Lage führte jedoch zu einem rückläufigen Verkehr mit den USA und Kanada. Dazu hatte die staatliche Regulierung innerdeutsche Konkurrenzkämpfe unmöglich gemacht.
Um dem politisch gewollten und erfolgversprechenden südamerikanischen Westküstendienst aufzuwerten, setzte die Hapag 1934 die Saarland und die Vogtland und dann ab März 1935 auch die Schwesterschiffe San Francisco und Los Angeles auf diese Route um. Wie schon die Frachtschiffe Spreewald und Odenwald mit Anubis und Assuan erhielten auch die beiden Kombischiffe traditionelle DDG Kosmos-Namen. Aus der Los Angeles wurde jetzt die Roda.

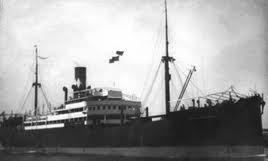
Die erste Roda von 1908

Den Namen einer der Nilinseln in Kairo hatte schon 1908 ein 7266 BRT großes, von der Reiherstiegwerft geliefertes Kombischiff der DDG Kosmos geführt, das 1934 als City of Valencia der Ellerman Lines abgebrochen worden war. Das Schwesterschiff Heluan der ersten Roda kam durch Rückkauf von 1923 bis 1931 wieder in den Dienst der DDG Kosmos und der Hapag. Diese beiden Schiffe hatten die größte Passagiereinrichtung der Vorkriegsschiffe mit Platz für 113 Passagiere in drei Klassen.
Die zweite Roda verließ am 23. August 1939 Antwerpen in Richtung Chile. Als die ersten Warnhinweise auf einen möglichen Kriegsausbruch eingingen, änderte das Schiff mehrfach seinen Kurs, um schließlich nördlich um Großbritannien nach Norwegen zu laufen, wo es am 4. September die Bucht von Lista erreichte. Am 8. September traf das Schiff dann in Hamburg ein.

### Kriegseinsatz
Im März 1940 wurde die Roda als Transporter für die Operation Weserübung, die deutsche Besetzung Norwegens, herangezogen. Sie wurde der Ausfuhrstaffel zugeteilt, die das schwere Gerät der ersten Landungseinheiten transportieren sollte. Sie sollte zwölf 20-mm-Flakgeschütze für eine motorisierte Einheit sowie den Stab eines Flak-Regiments neben weiteren militärischen Gütern nach Stavanger transportieren, das im Wesentlichen aus der Luft genommen werden sollte.

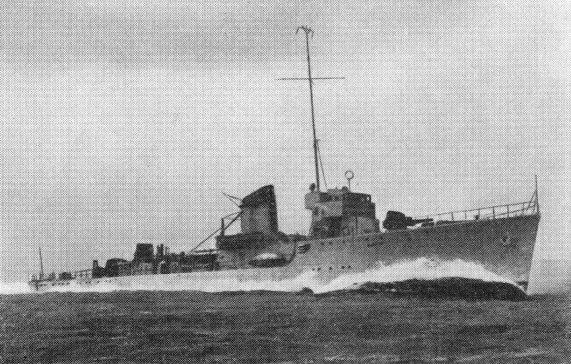
Die Æger

Am frühen Morgen des 7. April verließ die Roda als letztes Schiff der Ausfuhrstaffel Brunsbüttel, um ihr Ziel rechtzeitig zu erreichen. Die Roda wurde am Morgen des 9. April nahe Stavanger vom norwegischen Zerstörer Æger angegriffen und beschädigt. Der Kapitän versuchte, sein Schiff auf die nächste Klippe zu setzen, um nach der Überwindung des norwegischen Widerstands die Bergung der Ladung zu ermöglichen. Anfangs lag die Roda mit mäßiger Krängung teilweise auf Grund und die Besatzung konnte sich vollständig retten. Am Nachmittag rutschte das Schiff dann allerdings ab, kenterte und versank in tiefem Wasser.
1953 wurde das Schiff von einer norwegischen Bergungsfirma gehoben, sank aber erneut beim Abschleppen zu einem sicheren Liegeplatz. Im Winter 1955/1956 erfolgte ein erneuter Bergungsversuch mit deutscher Beteiligung. Es gelang, das Schiff zu heben und ins Dock nach Stavanger zu schleppen. Eine Instandsetzung erschien jedoch nicht lohnend, so dass die Roda Ende Juni 1956 nach Deutschland geschleppt und in Bremerhaven zerlegt wurde.